# Вайсбейн Борис Володимирович
Борис Володимирович Вайсбейн (Абрам Вольфович Вайсбейн; нар. 1927, Кишинів, Бессарабія, Румунія) — молдавський радянський архітектор.

## Життєпис
Народився в Кишиневі, в єврейській родині. Закінчив Одеський інженерно-будівельний інститут (1951). Працював у кишинівському проєктному інституті «Молдгіпробуд» (нині «Урбанпроєкт»). Брав участь у плануванні мікрорайону Будешти, автор низки інших проєктів у Кишиневі.
Лауреат багатьох архітектурних конкурсів. Лауреат Державної премії Молдавської РСР.

## Вибрані проєкти та споруди
У Кишиневі:

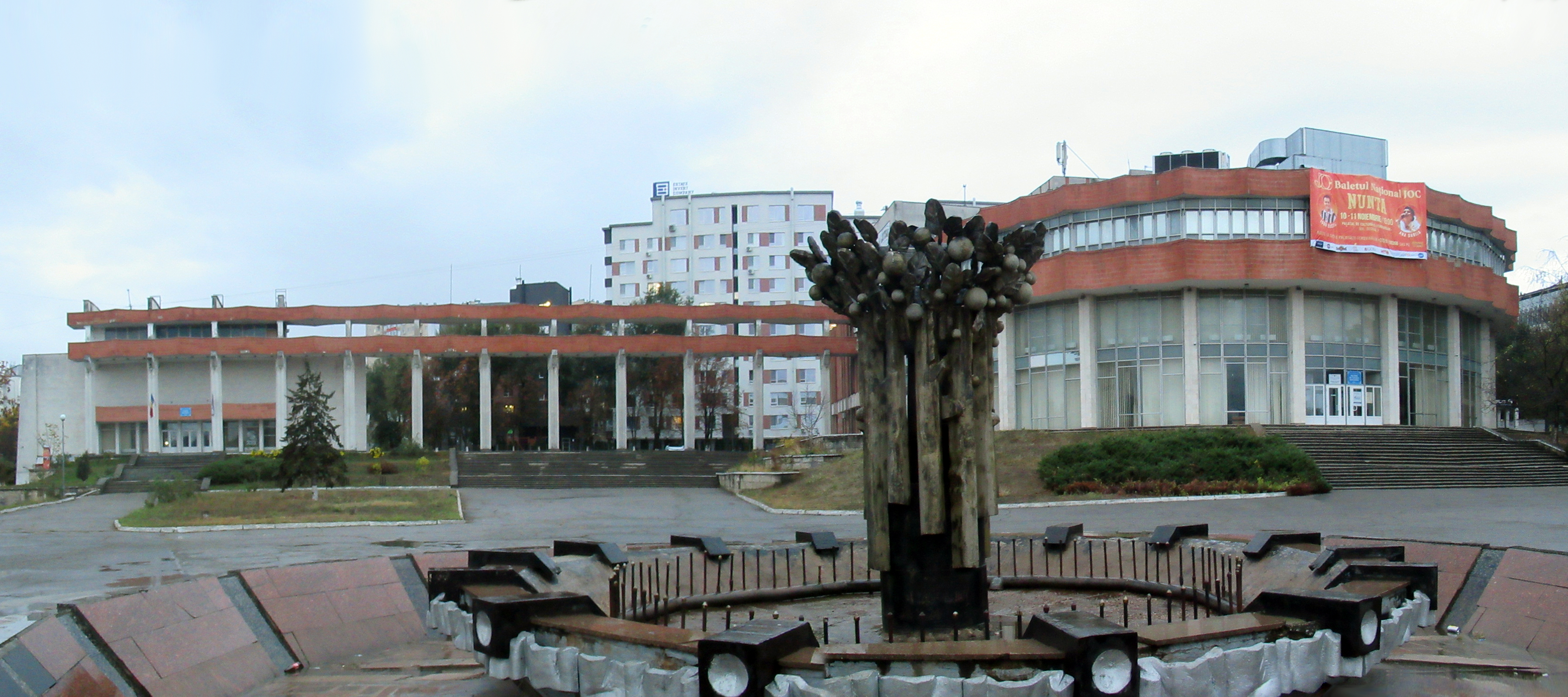
Палац культури залізничників, 1980

- Будівля Державного банку (разом із С. М. Шойхетом та Г. Л. Калюжнером, 1972—1973)[4] (рум.)
- Будівля Палацу друку
- Будинок культури залізничників (із С. М. Шойхетом)
- Технікум виноробства (із С. М. Шойхетом та М. Єремчуком, Кожушна)[5]
- Готель «Туристичний» (з В. Захаровим та М. Єремчуком, 1981)[6]
- Будівля Міністерства сільського господарства (раніше — Ради колгоспів та Агропрому, із С. М. Шойхетом та А. Чмиховим)[7][8]
- Будинок політичної освіти[9]
- Дитяча поліклініка на Ришканівці (з Т. Т. Ломовою)